# Horse Cay
Horse Cay est une des îles Caïcos dans le territoire des îles Turks-et-Caïcos.